# Stazione di Corso Vittorio Emanuele

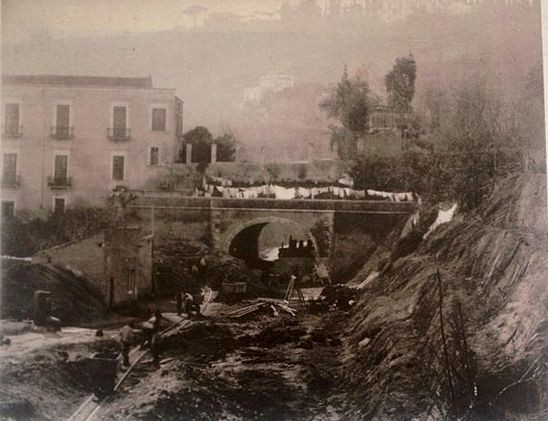
Lavori di costruzione della stazione, fine Ottocento

La stazione di Corso Vittorio Emanuele è una stazione ferroviaria di Napoli, posta sulla ferrovia Cumana. Prende il nome dall'omonima strada.
La stazione si raggiunge partendo dalla stazione Montesanto dopo l'attraversamento di una galleria denominata Sant'Elmo (scavata nella collina su cui si erge lo storico Castel Sant'Elmo) lunga 2300 m.

## Storia

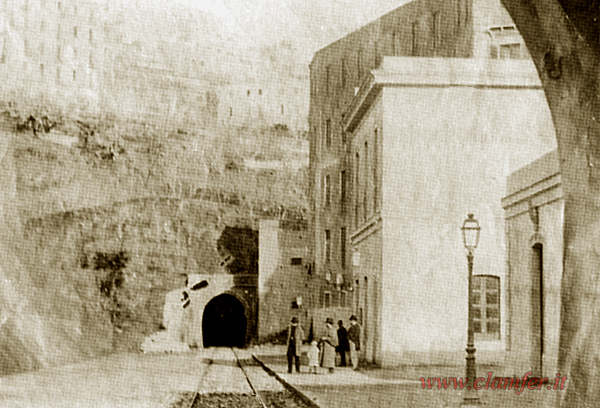
La stazione nei primi anni di esercizio.

La stazione venne inaugurata il 1º luglio 1889, come parte della tratta Montesanto-Terme Patamia (quest'ultima stazione non è più esistente e viene sostituita dalla vicina Dazio).

## Movimento
Il traffico passeggeri è buono in tutte le ore del giorno, poiché è situata in una delle arterie principali della città di Napoli.

## Servizi
La stazione dispone di:
- Biglietteria